# 十和田湖テレビ中継局
十和田湖テレビ中継局（とわだこテレビちゅうけいきょく）は青森県十和田市奥瀬に置かれているテレビ中継局である。

## 概要
当中継局は、十和田市奥瀬の宇樽部山頂に置かれ、十和田湖畔南部地域へ電波を発射している。

## 開局までの経緯
1972年8月20日、NHK青森放送局・青森放送共同のアナログテレビ中継局として開局。十和田湖は周囲を山系に囲まれた谷間のような地形であるため、開局以前は青森県内におけるテレビ受信難地域のひとつであった。また当時、十和田湖を訪れる観光客は増加の一途をたどっており、その需要に対応するため、1970年に当地のUHF中継局開局が決定する。
しかし、地区により青森波（鷹森山）もしくは八戸波（天魔平）が受信可能でありながら、良好な受信点の探索は困難を極め、いったんは八戸波が受信可能な御鼻部山が有力建設地となったものの、電力線新設の費用が高額なことや、冬季における燃料電池の使用問題などから同地を断念、同年秋に現在の宇樽部山頂での開局が決定した。
国立公園内の立地という事情・制約から保守道の開拓が出来ず、当地への建設資材や機器の運搬はヘリコプターによる空輸で行われた。また建設に当たっては、事前に環境庁や文化庁など、監督官庁への許可申請に相当な時間を費やしたという。
青森テレビは1年9か月遅れて1974年5月30日に開局。これに伴い階上岳からの電波受信のため、焼山に固定局を設置した。
青森朝日放送は1996年に開局。

## テレビ中継局概要

### デジタルテレビ
| リモコンキーID | 放送局名          | 物理チャンネル | 空中線電力 | ERP | 放送対象地域 | 放送区域内世帯数 | 放送開始日    |
| -------------- | ----------------- | -------------- | ---------- | --- | ------------ | ---------------- | ------------- |
| 1              | RAB青森放送       | 22ch           | 1W         | 6W  | 青森県       | 約400世帯        | 2010年1月15日 |
| 2              | NHK青森教育テレビ | 26ch           | 1W         | 6W  | 全国         | 約400世帯        | 2010年1月15日 |
| 3              | NHK青森総合テレビ | 20ch           | 1W         | 6W  | 青森県       | 約400世帯        | 2010年1月15日 |
| 5              | ABA青森朝日放送   | 24ch           | 1W         | 6W  | 青森県       | 約400世帯        | 2010年1月15日 |
| 6              | ATV青森テレビ     | 18ch           | 1W         | 6W  | 青森県       | 約400世帯        | 2010年1月15日 |

- なお、※印に該当する放送局は青森県が法令上の放送対象地域だが、中継局の設置箇所及び行政区域の関係で秋田県鹿角郡小坂町十和田湖地区も放送エリアに入る。なお、在秋テレビ局は該当地域にテレビ中継局を設置していない。
- デジタルテレビ中継局は、2009年10月20日予備免許交付、同年12月上旬に試験放送開始、2010年1月13日に本免許交付、1月15日本放送送開始。なお、当初は2009年12月下旬に本放送開始予定だった。

### アナログテレビ
| 放送局名          | チャンネル | 空中線電力        | ERP                | 放送対象地域 | 放送区域内世帯数 |
| ----------------- | ---------- | ----------------- | ------------------ | ------------ | ---------------- |
| ABA青森朝日放送   | 41ch       | 映像10W/ 音声2.5W | 映像62W/ 音声15.5W | ※青森県      | 358世帯          |
| ATV青森テレビ     | 43ch       | 映像10W/ 音声2.5W | 映像58W/ 音声14.5W | ※青森県      | 358世帯          |
| RAB青森放送       | 45ch       | 映像10W/ 音声2.5W | 映像58W/ 音声14.5W | ※青森県      | 358世帯          |
| NHK青森総合テレビ | 47ch       | 映像10W/ 音声2.5W | 映像58W/ 音声14.5W | ※青森県      | 358世帯          |
| NHK青森教育テレビ | 49ch       | 映像10W/ 音声2.5W | 映像58W/ 音声14.5W | 全国         | 358世帯          |

- 2011年7月24日をもってすべて廃止された。

## 所在地
- 十和田市大字奥瀬字宇樽部国有林64林班い小班内[2]